# ویکتور کوزکین
ویکتور کوزکین (به روسی: Ви́ктор Ку́зькин - Viktor Kuzkin) ورزشکار مرد رشتهٔ هاکی روی یخ اهل کشور اتحاد جماهیر شوروی است. وی در بین سال‌های ‎۱۹۶۴ تا ۱۹۷۲ میلادی در مسابقات بازی‌های المپیک زمستانی در مجموع ۳ مدال طلا را کسب کرد.
ویکتور کوزین به همراه تیم ملی،در مجموع شش عنوان قهرمانی جهان را نیز کسب کرده بود.قهرمانی مسابقات سوئد در سال 1963 , قهرمانی مسابقات فنلاند در 1965 , قهرمانی مسابقات یوگوسلاوی 1966 , قهرمانی مسابقات استرالیا 1967 , قهرمانی مسابقات سوئد 1969 و قهرمانی مسابقات سوئیس 1971.